# Lewknor Uphill
Lewknor Uphill var en civil parish från 1866 till 1885 då den blev en del av Great Marlow och Stokenchurch, i England. Civil parish var belägen 6 km från High Wycombe och hade 201 invånare år 1881.